# 漫画雑誌
漫画雑誌（まんがざっし）とは、漫画の掲載を目的とする雑誌である。

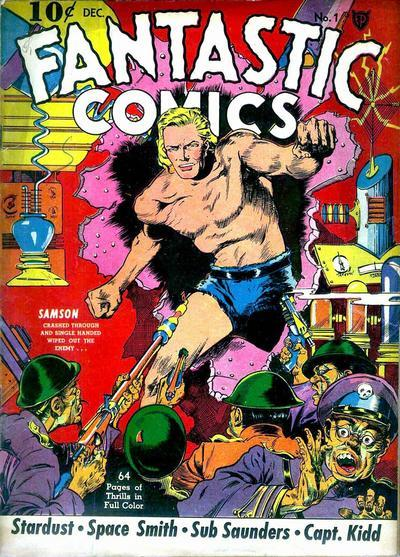
一般的な漫画本の表紙の形式では、号番号、日付、価格、出版社が、物語のタイトルを含む場合があるイラストと表紙のコピーとともに表示されます。

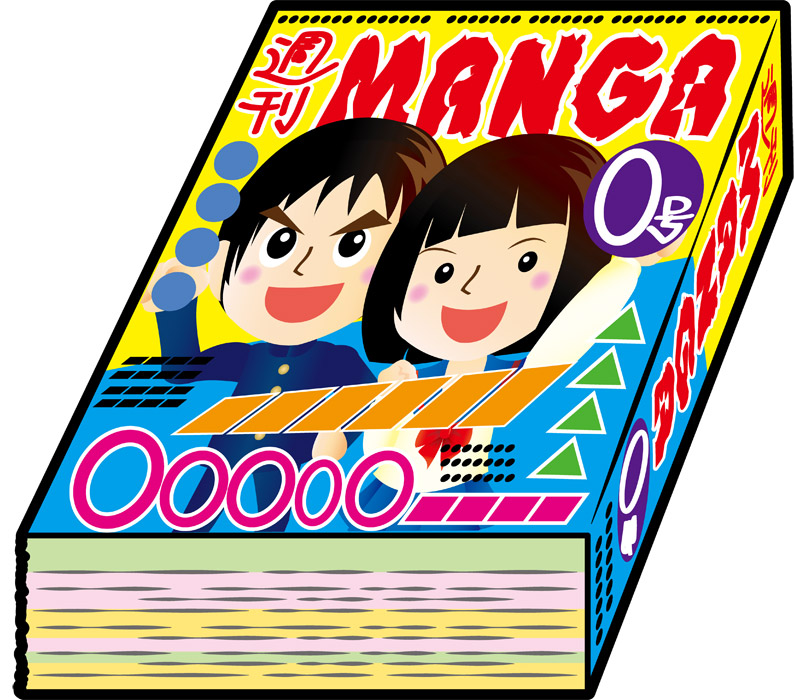
日本の漫画が掲載されている雑誌・本の多くは右から左に読み進める右綴じである。

## 名称
名称については漫画雑誌のほかに「コミック雑誌」「コミック誌」「漫画誌」などの名称が用いられている。

## 歴史
18世紀末に石版画印刷（リトグラフ）が発明され、肉筆画に近い絵・イラストの出版が容易となり、1829年にフランスで風刺漫画を掲載する『シルエット』、1841年にイギリスで『パンチ』が創刊される。『パンチ』はイギリス国外にも影響を与え、日本では1862年にチャールズ・ワーグマンが『ジャパン・パンチ』を横浜の外国人住民向けに創刊、同誌から着想を得た仮名垣魯文と河鍋暁斎が1874年に『絵新聞日本地』を日本人向け漫画雑誌として創刊する。
草創期の漫画雑誌は風刺漫画・一コマ漫画を中心としていたが、1890年にはイギリスで続きモノ・コマ割りで進行する漫画を掲載した『コミック・カッツ』が創刊、これが現代的な漫画雑誌の原型とされている。
日本でも、新聞紙上での4コマ漫画の掲載や児童雑誌での漫画連載が増えていき、1931年に『少年倶楽部』でのらくろの連載が始まる。第二次世界大戦の終戦後には、1954年に文芸春秋新社が『漫画読本』、1956年には芳文社が『週刊漫画タイムズ』を創刊するなど、月刊・週刊での漫画雑誌の創刊が相次いでいく。2005年時点で日本の雑誌発行部数の約28パーセントを漫画雑誌が占める状況になっている。2000年代後半からは、『月刊少年ガンガン』を出版するスクウェア・エニックスが2008年に『ガンガンONLINE』の運営を開始するなど、漫画雑誌の出版社によるウェブコミック配信サイトも増えている。

## 漫画雑誌の刊行頻度

### 日本
刊行頻度の詳細については逐次刊行物#刊行頻度を、その他の日本の漫画雑誌については日本の漫画雑誌を参照
週刊
『週刊少年ジャンプ』や『モーニング』などがこれにあたる。
隔週刊
2000年から2003年末までの『ビッグコミックスペリオール』などがこれにあたる。
月2回刊
『ビッグコミック』や『花とゆめ』などがこれにあたる。
月刊
『月刊コロコロコミック』や『なかよし』などがこれにあたる。
隔月刊
『ビッグコミックオリジナル増刊』や『デラックスマーガレット』などがこれにあたる。
季刊（年4回刊）
『りぼん大増刊号 りぼんスペシャル』などがこれにあたる。
年3回刊
『CIEL TresTres』などがこれにあたる。
年2回刊
『幻想ファンタジー』や『クロフネZERO』などがこれにあたる。
年刊
『マガジンドラゴン』や『Silky Special』などがこれにあたる。
不定期刊
『フレッシュガンガン』や『LaLaスペシャル』などがこれにあたる。
上記以外
『ハルタ』の年10回刊や2010年4月までの『プリンセスGOLD』の年9回刊などがある。

### イギリス
週刊
『パンチ』（刊行停止）